# خبرگزاری ابنا
خبرگزاری اهل بیت، ابنا یا خبرگزاری ابنا، برای انعکاس اخبار شیعیان جهان، زیر نظر مجمع جهانی اهل بیت فعالیت می‌کند. حسن صدرایی عارف، مدیرعامل این خبرگزاری است. این خبرگزاری دارای مجوز رسمی از وزارت فرهنگ و ارشاد اسلامی است.

## تاریخچه
نام سابق این خبرگزاری وب‌گاه خبری ـ تحلیلی شیعه نیوز بود که در تاریخ ۲۴ اسفند ۱۳۸۳ به سه زبان فارسی، عربی و انگلیسی تأسیس شد. این وب‌گاه در تاریخ ۲۴ اسفند ۱۳۸۳ از طرف معاونت امور بین‌الملل مجمع جهانی اهل بیت راه اندازی شد. دوره جدید فعالیت این مرکز اطلاع‌رسانی از مرداد ۱۳۸۶ و با افتتاح رسمی محمود احمدی‌نژاد رئیس جمهور وقت ایران آغاز شد و به عنوان رسمی خبرگزاری اهل‌بیت و دامنه www.abna.ir تغیر نام داد. در آن دوره صادق رمضانی گل افزانی مدیرمسئول و سید علیرضا حسینی سردبیر این رسانه بودند. حسینی عارف از سال ۱۳۸۹ هر دو مسؤولیت مدیرمسئولی و سردبیری ابنا را بر عهده گرفت.

## زبان‌ها
خبرگزاری ابنا به ۲۶ زبان انگلیسی، عربی، فرانسوی، چینی، فارسی، اسپانیایی، آلمانی، روسی، ترکی استانبولی، ترکی آذری (با دو رسم‌الخط لاتین و سیریلیک)، اردو، بنگلا، مالایو، فیلیپینی، هندی، اندونزیایی، سواحیلی، هوسا، میانماری، بوسنیایی، کردی سورانی، کردی کُرمانجی، پرتغالی، ژاپنی،ایتالیایی و تاجیکی فعالیت می‌کند.

## جایزه‌ها
خبرگزاری ابنا، خبرگزاری برتر سال ۱۳۹۱ در نوزدهمین نمایشگاه بین‌المللی مطبوعات و خبرگزاری‌ها، خبرگزاری برتر در اولین جشنواره ملی فیلم اشراق ـ در خرداد ۱۳۹۱، برگزیده بخش بین‌الملل ششمین جشنواره بین‌المللی رسانه‌های دیجیتال ـ دی ۱۳۹۱ و خبرگزاری برتر در دومین جشنواره ملی فیلم اشراق در آبان ۱۳۹۲ بوده‌است.
خبرگزاری ابنا در چهارمین مسابقه بین المللی رسانه‌‌های دیجیتال مهر محرم که هفدهم بهمن ماه سال ۱۳۹۷ در شهر سمنان برگزار شد، در بخش "رسانه‌های برخط" رتبه اول در بخش "وب سایت" را کسب کرد.  
خبرگزاری ابنا به خاطر انتشار اخبار شیعیانِ عربستان و بحرین، در این دو کشور فیلتر شد.